# Kotagiri
Kotagiri es una ciudad y nagar Panchayat situada en el distrito de Nilgiris en el estado de Tamil Nadu (India). Su población es de 28207 habitantes (2011). Se encuentra a 20 km de Udhagamandalam y a 51 km de Coimbatore.

## Demografía
Según el censo de 2011 la población de Kotagiri era de 28207 habitantes, de los cuales 13607 eran hombres y 14600 eran mujeres. Kotagiri tiene una tasa media de alfabetización del 86,79%, superior a la media estatal del 80,09%: la alfabetización masculina es del 93,55%, y la alfabetización femenina del 80,57%.